# Puente Largo (estación)
La estación sencilla Puentelargo, hace parte del sistema de transporte masivo de Bogotá llamado TransMilenio inaugurado en el año 2000.

## Ubicación
La estación está ubicada en el noroccidente de la ciudad, específicamente en la Avenida Suba entre carreras 64 y 65/calles 106 y 106A. Se accede a ella a través de la Carrera 64/Calle 106.
Atiende la demanda de los barrios Andes Norte, Puente Largo y sus alrededores.
En las cercanías están el Centro Comercial Puente Largo, el Hospital Fray Bartolomé de las Casas, una estación de servicio ESSO y el supermercado Carulla Express Puente Largo.

## Origen del nombre
La estación recibe su nombre del barrio que queda en el costado nororiental.

## Historia
El 29 de abril de 2006 fue inaugurada la troncal de la Avenida Suba, que hace parte de la fase dos del sistema TransMilenio.
El día 3 de enero de 2015, fue cerrado el vagón 2 de esta estación, para dar nuevas adecuaciones en las infraestructuras para los buses biartículados. Una semana más tarde, la estación fue reabierta.

## Servicios de la estación

### Servicios troncales
| Tipo                                                    | Rutas al Norte | Rutas al Sur |
| ------------------------------------------------------- | -------------- | ------------ |
| Ruta fácil                                              | 7              | 7            |
| Expresos lunes a sábado todo el día                     | C19            | F19          |
| Expresos lunes a viernes todo el día                    | C17            | H17          |
| Expresos lunes a viernes hora pico de la mañana y tarde | C30            | G30          |
| Expresos lunes a viernes hora pico de la mañana         | B50            | J73          |
| Expresos lunes a viernes hora pico de la tarde          | C73            | C50          |
| Expresos sábados de 4:00 a. m. a 3:00 p. m.             | C17            | H17          |
| Expresos sábados de 5:00 a. m. a 3:00 p. m.             | C30            | G30          |

### Servicios duales
| Tipo                             | Rutas al Norte | Rutas al Oriente |
| -------------------------------- | -------------- | ---------------- |
| Dual lunes a domingo todo el día | C84            | M84              |

### Esquema
| ← Norte    |            |            |
| C19C30C73  | 7C17C50C84 | Carrera 64 |
| Vagón 2    | Vagón 1    |            |
| 7F19G30J73 | B50H17M84  | Carrera 64 |
| Sur →      |            |            |

### Servicios urbanos
Así mismo funcionan las siguientes rutas urbanas del SITP en los costados externos a la estación, circulando por los carriles de tráfico mixto sobre la Avenida Suba, con posibilidad de trasbordo usando la tarjeta TuLlave:
| Código | Sector              | Dirección         | Rutas                     |
| ------ | ------------------- | ----------------- | ------------------------- |
| 050A02 | C C.C. Puente Largo | Av. Suba - CL 106 | C156 599 E44 T795         |
| 047A02 | D Br. Andes Norte   | Av. Suba - CL 106 | G156H607H630 599 E44 T795 |

## Ubicación geográfica
| Noroeste: Suba       | Norte: C Av. Suba - Calle 116 | Nordeste: Suba        |
| Oeste: Suba          |                               | Este: B Calle 106     |
| Suroeste: N Av. Suba | Sur: C Av. Suba - Calle 100   | Sureste: N Carrera 53 |